# Castros de la province d'Ávila
La plupart des castros de la province d'Ávila de la région Castille-et-León en Espagne ont été occupés par les Vétones, peuple celtibère établi entre les fleuves Douro et Tage. Ces castros appartiennent à la culture des cogotas. Ils se différencient de ceux de la culture des castros, au nord-ouest de la péninsule, entre autres par la présence d'éléments funéraires (qui permettent d'étudier leur rapport à la mort) et par la présence d'éléments qui attestent d'une population guerrière avant l'arrivée des Romains.

## Liste
| Castro | Localisation           | Taille | Altitude | Attributions culturelles                          |
| Castro de las Cogotas Cette enceinte fortifiée présente une double enceinte amuraillée, l'intérieur est renforcé. À l'extérieur sont conservées sur une ligne des pierres levées pour faire face aux attaques. L'enceinte intérieure est protégée par une série d'habitations mitoyennes adossées à la muraille, et qui devaient correspondre aux élites de la population du castro. L'enceinte extérieure, située au sud, était destinée aux foires au bétail et aux activités artisanales, forges, etc. D'après la superficie, on peut estimer qu'elle pouvait héberger 250 personnes. À l'extérieur du castro, à environ 250 m de la muraille, s'étendait une nécropole à l'intérieur de laquelle 1 400 tombes se répartissaient en quatre zones.                                                                                                 | Cardeñosa              | 15 ha  | 1 156 m  |                                                   |
| Castro de la Mesa de Miranda De tous les castros d'Ávila, c'est celui dont les murailles se sont le mieux conservé. Il s'agit d'un périmètre de 2 800 mètres formé de 3 enceintes pour couvrir 30 ha. Le site a été aménagé pour être visité. | Chamartín de la Sierra | 30 ha  |          |                                                   |
| Castro de Ulaca C'est le plus impressionnant des castros vettons et un des oppida ou villes fortifiés celtibères de plus grand intérêt de toute l'Europe par ses caractéristiques. Il possède plusieurs enceintes fermées par d'importantes murailles de plus de 3 000 m de périmètre. L'intérieur conserve la trace de nombreuses maisons et quelques monuments assez singuliers, tel l'autel, travaillé dans un bloc de granit avec des escaliers orientés vers la Sierra de la Paramera, la Fragua, certainement les restes d'un sauna rituel taillé dans la roche, le Torreón, un ensemble de grandes pierres taillées appartenant à un grand édifice public élevé à côté de la principale fontaine du peuplement et plusieurs carrières pré-romaines qui conservent encore in situ certaines pierres taillées telles qu'elles furent extraites. |                        |        |          |                                                   |
| Castro del Raso À l'intérieur, divers quartiers ont été creusés, avec des maisons humbles et les autres amples et bien organisées, avec porches à l'extérieur et des foyers dans le logement central. L'une des maisons a été récemment reconstruite pour faciliter sa compression. L'occupation du site a duré du Ve siècle av. J.-C. jusqu'à l'époque d'Auguste et on estime que la population oscillerait entre un minimum de 500 personnes et un maximum de 3 000, sachant qu'il est probable que la population serait d'un millier d'habitants. À l'extérieur, on a trouvé plusieurs nécropoles et un sanctuaire dédié au dieu local Vaélico, rattaché au loup comme l'indique le nom actuel du lieu, Postoloboso. | Candeleda              | 20 ha  |          | Du Ve siècle av. J.-C. jusqu'à l'époque d'Auguste |